# Maison Thevenin
La maison Thevenin est une maison située en France sur la commune de Pérouges, dans le département de l'Ain en région Auvergne-Rhône-Alpes.
Elle fait l'objet d'un double classement au titre des monuments historiques depuis le 24 novembre 1921 et le 7 août 1941.

## Localisation
La maison est située dans le département français de l'Ain, sur la commune de Pérouges.

## Historique
L'édifice est classé au titre des monuments historiques en 1921 et 1941.